# الحارة العليا (جبلة)

تعديل مصدري - تعديل

الحارة العليا محلة تابعة لقرية الحيثجة، التابعة لعزلة المعشار بمديرية جبلة إحدى مديريات محافظة إب في الجمهورية اليمنية، بلغ تعداد سكانها 147 حسب تعداد اليمن لعام 2004.